# Појана (Делени)
Појана (рум. Poiana) насеље је у Румунији у округу Јаши у општини Делени. Oпштина се налази на надморској висини од 323 m.

## Становништво
Према подацима из 2002. године у насељу је живело 1228 становника, од којих су сви румунске националности.